# Karl Tilleman
Karl Tilleman (Ogden, 1º novembre 1960) è un ex cestista canadese.

## Carriera
È stato selezionato dai Denver Nuggets al quarto giro del Draft NBA 1984 (79ª scelta assoluta).
Con il Canada ha disputato due edizioni dei Giochi olimpici (Los Angeles 1984, Seul 1988) e due dei Campionati americani (1984, 1988).